# Federazione di baseball del Guatemala
La Federazione guatemalteca di baseball (spa. Federación Nacional de Béisbol Guatemala) è un'organizzazione fondata per governare la pratica del baseball e del softball in Guatemala.
Organizza il campionato maschile e di softball femminile, e pone sotto la propria egida la nazionale maschile e di softball femminile.